# Kujlin
Kujlin vagy pinjin írásmóddal Guilin (kínaiul: 桂林) nagyprefektúra szintű város Kína déli részén, a Kuanghszi Csuang Nemzetiségi Autonóm Területen.
Kujlin (Guilin) az ország egyik leglátványosabb hegyvidékének közelében fekszik. A várostól délre az olykor 100 méter magas természetes kupolák és tornyok alkotta igen szép táj terül el, s a Kuj folyó mindkét partján csillogó rizsföldek is emlékezetes látványt nyújtanak. A vidék a kínai tájképfestők nagy ihletője, és sok látogatót vonz.
A városhatárokon belül kb. 500 000, az agglomerációs övezetben 4 614 670 fő élt 2000-ben.

## Népesség
| 2018 | 5 085 500 |
| 2020 | 4 931 137 |

## Testvérvárosai
Hévíz, Magyarország

## Fordítás
- Ez a szócikk részben vagy egészben  a   Guilin című angol Wikipédia-szócikk fordításán alapul.  Az eredeti cikk szerkesztőit annak laptörténete sorolja fel. Ez a jelzés csupán a megfogalmazás eredetét és a szerzői jogokat jelzi, nem szolgál a cikkben szereplő információk forrásmegjelöléseként.